# Maximin Tracul
Gaius Iulius Verus Maximinus (n. 173 d.Hr., Tracia, Bulgaria – d. 10 mai 238 d.Hr., Aquileia, Italia), cunoscut ca Maximin Tracul (Maximinus Thrax) a fost împărat roman în perioada 235–238.
Maximin Tracul este descris de contemporani ca primul împărat roman de origine barbară. El a fost de asemenea primul dintre împărații-soldați. Cu el a început criza secolului III din Imperiul Roman.

## Ascensiune
„Historia Augusta” precizează că Maximin era născut în Tracia sau Moesia, dintr-un tată got și o mamă alană. Dar originea gotă era puțin plauzibilă, întrucât goții s-au stabilit în Balcani, abia la sfârșitul secolului al III-lea. Mai mult, viitorul împărat își știa rădăcinile, nu avea de ce să se declare altceva, cu atăt mai puțin de stripe germanică, tradițional ostilă Romei. Cel mai probabil este o confuzie între got și geți.
La fel ca majoritatea împăraților din acel secol, Maximin și-a început cariera politică ca simplu soldat, pe la anul 190, în timpul lui Septimiu Sever. Particularitatea acestui soldat era statura și forța sa fizică neobișnuită, fapt ce i-a permis să urce rapid în grad. Maximin adoptase numele „Tracul” pentru a face cunoscute originile sale. În jurul anului 232 a fost comandant de legiune în Egipt. În 234 a fost numit guvernator al  Mesopotamiei. A fost promovat în timpul domniei lui Alexandru Sever (208 – 235), fiind pus comandant pe recruții din Pannonia, ce formau Legiunea a IV Italica. Aceștea îl disprețuiau pe împăratul Alexandru. Împreună cu legiunea Legio XXII Primigenia, Maximin i-a asasinat, în 235, pe Alexandru Sever și pe mama acestuia la Mogontiacum (astăzi Mainz). Garda pretoriană l-a recunoscut pe Maximin ca împărat, iar Senatul și-a dat confirmarea. Fiul lui Maximin cu Caecilia Paulina, Maximus, a fost proclamat Caesar.

## Domnie

### Consolidarea statului
Maximin a urât nobilimea pe toată durata domniei sale. A început prin a-i elimina pe susținătorii împăratului precedent, care au încercat să-l ucidă de două ori. Prima tentativă de asasinat a fost la fluviul Rin. Un grup de ofițeri, sprijinit de o parte din Senat, a încercat să distrugă un pod peste fluviu, ca să-l lase pe Maximin blocat pe celălalt mal, la cheremul germanicilor. Pe tronul Romei avea să vină senatorul Magnus. Dar conspirația a fost descoperită la timp și răsculații executați. A doua tentativă a avut loc în Mesopotamia, unde foștii arcași ai lui Alexandru l-au proclamat împărat pe Quartinus. Macedo, conducătorul militar al răscoalei, l-a ucis pe Quartinus, pentru că acesta nu garanta niciun avantaj.
Pe plan extern, Maximin s-a luptat cu alemanii, pe care i-a învins pe teritoriul landului Baden-Württemberg de astăzi. După victorie, și-a luat titlul Germanicus Maximus și și-a deificat-o pe soția, Caecilia Paulina. S-a așezat apoi cu armata la Sirmium, în Pannonia, de unde a apărat în iarna 235-236 granița dunăreană de atacurile dacilor liberi și ale sarmațiilor.

### Anul celor șase împărați și moartea lui Maximin
În 238, în provincia Africa, guvernatorul Gordian I, împreună cu fiul său, Gordian al II-lea, s-au autoproclamat împărați. Senatul de la Roma i-au sprijinit pe cei doi Gordieni. Maximin și-a luat legiunile din Pannonia și a plecat spre Roma.
Revolta din Africa a fost înfrântă de guvernatorul Numidiei, Capellianus, loial lui Maximin, care l-a înfrânt și ucis pe Gordian II în bătălia de la Cartagina, dispunând de singura legiune din zonă. Gordian I s-a spânzurat când a aflat vestea.
În locul celor doi Gordieni, Senatul a ales ca împărați pe Pupienus și pe Balbinus, doi senatori. Dar poporul a fost nemulțumit de împărații-senatori și a ieșit în stradă, cerându-l pe Gordian al III-lea, nepotul minor al lui Gordian I, pe tron. Pupienus și Balbinus au fost nevoiți să-l asocieze la domnie pe Gordian al III-lea.
În acest timp, Maximin a atacat Italia din nord, pentru a-și recăpăta tronul. Are loc Asediul de la Aquileia. În aprilie 238, Maximin a fost asasinat la Aquileia de soldați din Legiunea a II-a Parthica, nemulțumiți de anarhia ce stăpânea imperiul.

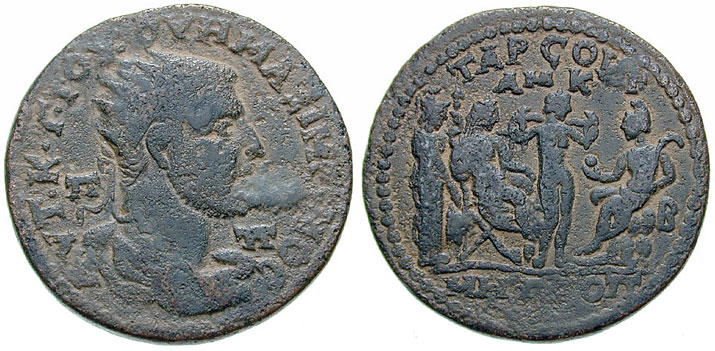
Maximin Tracul, înfățișat pe o monedă.

După câteva zile, Pupienus și Balbinus au fost asasinați de garda pretoriană. Gordian al III-lea a devenit împărat roman.

## Politică
Maximin a dublat solda legionarilor, dar în același timp a mărit impozitele, iar perceptorii au devenit extrem de duri.
Spre deosebire de Alexandru Sever, Maximin nu a tolerat creștinismul. Mulți creștini au fost executați (și unii martirizați), precum Papa Ponțian și succesorul său Anteriu.